# Rick Parfitt
Rick Parfitt, OBE, rodným jménem Richard John Parfitt, (12. října 1948 Woking, Spojené království – 24. prosinec 2016 Marbella, Španělsko) byl anglický rockový hudebník. Od roku 1967 působil ve skupině Status Quo na pozici rytmického kytaristy a občasného zpěváka. Se skupinou nahrál tři desítky studiových alb a po zakladateli Francisi Rossim byl nejdéle působícím členem kapely. Kvůli problémům s jeho zdravotním stavem bylo zrušeno několik koncertů kapely a později byl v době nemoci krátkodobě nahrazován jinými hudebníky. Roku 2016, poté co prodělal čtvrtý infarkt myokardu, přestal se skupinou po devětačtyřiceti letech vystupovat trvale. Byl autorem či spoluautorem řady písní kapely, včetně „Roll Over Lay Down“ (1975), „Again and Again“ (1978) a „Whatever You Want“ (1979).

## Dětství a počátky kariéry
Narodil se 12. října 1948 ve městě Woking v anglickém hrabství Surrey a dětství prožil ve čtvrti Colliers Wood v jihozápadním Londýně. Byl jedináček; jeho matka se jmenovala Lillian a otec Richard. Hudbě se začal věnovat ve svých deseti letech, kdy krátce docházel na hodiny klavíru a později saxofonu. Později dostal od rodičů k Vánocům svou první kytaru a pod vlivem Lonnieho Donegana a Berta Weedona se na ni začal učit. Následně jej otec vzal do klubu pracujících a mladý Parfitt zde odehrál své první veřejné vystoupení. Brzy poté jej rodiče zapsali do talentové soutěže v Butlins v Cliftonville, v níž se umístil na druhém místě.
Ve svých patnácti letech dostal šanci strávit léto v rekreačním středisku Sunshine na ostrově Hayling, kde přes den pomáhal s různými zábavními aktivitami a každý večer hrál na kytaru a zpíval v místním baru. Právě zde dal dohromady svou první skupinu nazvanou The Highlights, v níž mimo něj působily dvě zpěvačky, dvojčata Jean a Gloria Harrison. Roku 1965 kapela dostala angažmá v Butlins v Mineheadu, kde se Parfitt seznámil se skupinou Spectres. S jejími členy, zpěvákem a kytaristou Francisem Rossim, baskytaristou Alanem Lancasterem, klávesistou Royem Lynesem a bubeníkem Johnem Coghlanem, se spřátelil a i po ukončení angažmá v Butlins s nimi zůstal v kontaktu. Později se občasně věnoval hudbě, ale měl i stálé zaměstnání, ve kterém rozvážel pečivo.

## Status Quo
V červenci 1967 jej kontaktoval manažer skupiny Spectres s tím, že shánějí zpěváka. Parfitt nabídku přijal a brzy poté se skupina přejmenovala na The Status Quo. Po odehrání několika koncertů šla do studia, aby zde nahrála svůj první singl nazvaný „Pictures of Matchstick Men“. Singl se dostal na sedmé místo v britském žebříčku a skupina vystoupila v televizním pořadu Top of the Pops. V září 1968 na singl navázalo první studiové album s názvem Picturesque Matchstickable Messages from the Status Quo.
V pozdějších letech skupina v sestavě Rossi, Parfitt, Lancaster, Lynes a Coghlan vydala další dvě alba, následně Lynes odešel a skupina pokračovala v kvartetu. Na albu Hello! z roku 1973 se podílel nový klávesista Andy Bown, který se oficiálním členem skupiny stal až v roce 1976. Následovalo několik dalších alb a v roce 1981 ze skupiny odešel Coghlan; ten byl nahrazen Petem Kircherem. V roce 1984 skupina přestala být aktivní a Parfitt během neaktivnosti natočil sólovou desku Recorded Delivery, na které se podíleli ještě baskytarista John „Rhino“ Edwards a bubeník Jeff Rich. Nahrávka však nakonec nevyšla.

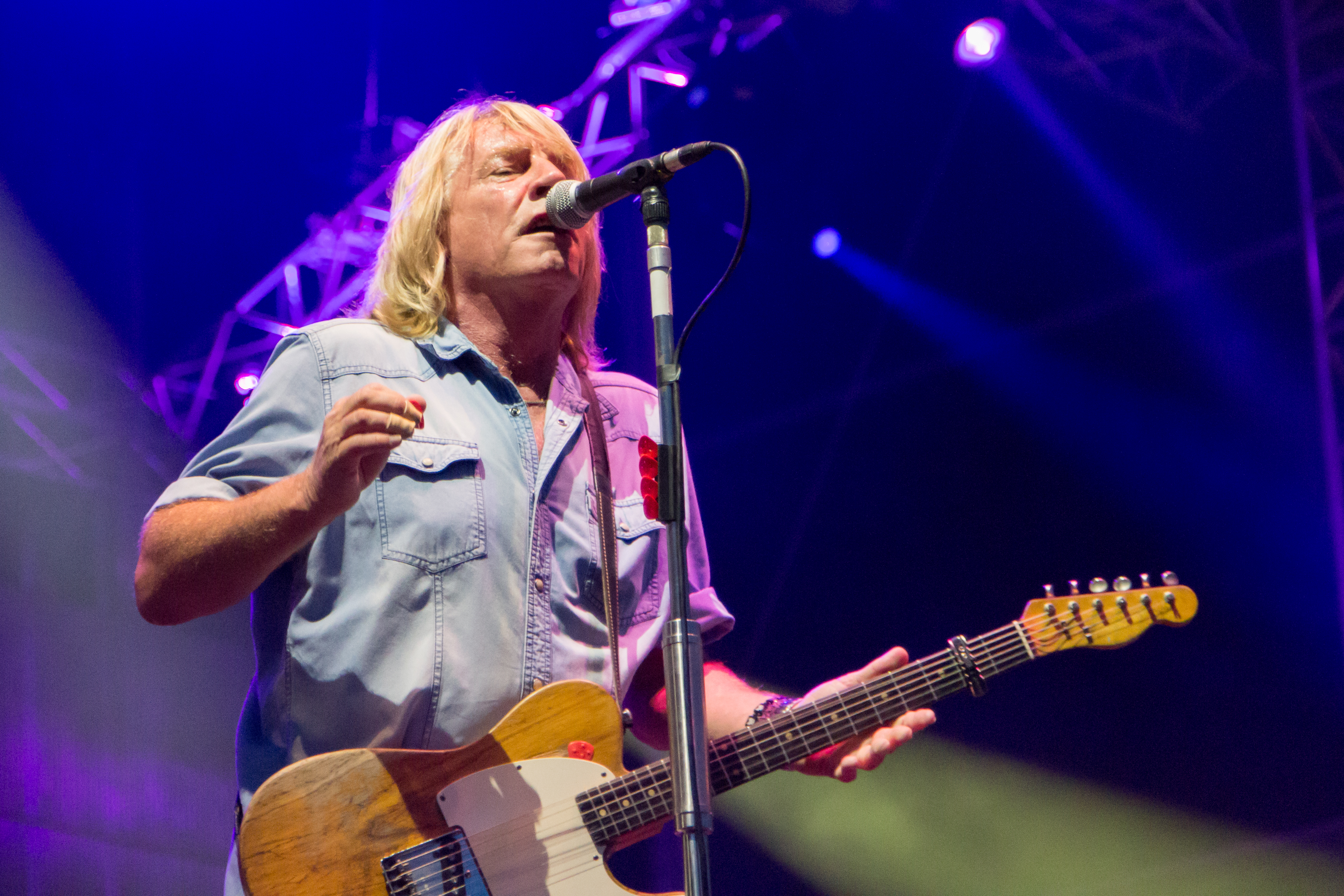
Rick Parfitt (2014)

V době neaktivnosti se však s Rossim sešel, aby nahráli své party pro dobročinnou nahrávku „Do They Know It's Christmas?“ projektu Band Aid, vedeného Bobem Geldofem. Po úspěchu singlu Geldof dvojici opět kontaktoval s dotazem, zda by nevystoupili na koncertu Live Aid. Zprvu nechtěli, protože byla skupina dlouhou dobu neaktivní, ale nakonec souhlasili. Koncem roku 1985 skupina, již bez Lancastera a Kirchera, zahájila práce na novém albu. Novými členy se stali Edwards a Rich. V této sestavě hráli až do roku 2000, kdy odešel Rich, kterého nahradil Matt Letley. Letley v prosinci 2012 oznámil svůj odchod. Ještě na počátku roku 2013 se skupinou odehrál několik koncertů, než se najde náhrada. Tou se nakonec stal Leon Cave, který v minulosti působil ve skupině Francise Rossiho. Toho roku byla rovněž krátce obnovena klasická sestava skupiny, tedy Rossi, Parfitt, Lancaster a Coghlan, avšak pouze krátkodobě. Následně skupina opět vystupovala v aktuální sestavě.
V roce 2010 byl Parfittovi a Rossimu udělen Řád britského impéria za služby v hudební a charitativní oblasti. Roku 2013 hrál s Rossim ve filmu Bula Quo! Děj snímku se odehrává na Fidži, kde Status Quo mají koncert. Rossi a Parfitt se stanou svědky vraždy a následně se snaží uprchnout místním zločincům. Kapela rovněž vydala stejnojmenné album, které posloužilo jako soundtrack k filmu. Roku 2014 začala hrát akustické koncerty a téhož roku vyšlo album Aquostic (Stripped Bare), obsahující akustické verze starších písní. O dva roky později vyšlo druhé takové album, nazvané Aquostic II: That's a Fact.

## Zdravotní potíže a odchod ze skupiny
Rick Parfitt několikrát prodělal infarkt myokardu. Poprvé se tak stalo v roce 1997 a následně mu byl voperován čtyřnásobný koronární bypass srdce. Další infarkt utrpěl v prosinci 2011. Dne 1. srpna 2014 byl hospitalizován v chorvatském městě Pula, přičemž šest koncertů z turné bylo kvůli tomu zrušeno. Brzy poté prodělal další infarkt, když ležel v autobuse po koncertu v Rakousku. Až tehdy se rozhodl přestat kouřit cigarety a pít alkohol.
V červnu 2016, po svém čtvrtém infarktu, který nastal po koncertu v tureckém městě Antalya, prodělal několikaminutovou klinickou smrt. Následně přestal vystupovat se skupinou Status Quo. Při různých koncertech jej nahradili Freddie Edwards a Richie Malone. Později bylo oznámeno, že možná se skupinou již nikdy vystupovat nebude, avšak finální rozhodnutí se rozhodl ponechat na rok 2017. Rovněž prohlásil, že by rád v roce 2017 realizoval dlouho odkládané sólové album. Koncem října však oznámil, že se skupinou již nikdy vystupovat nebude. Řekl však, že je již uzdraven, avšak hlavním důvodem je, že nesouhlasí se současnými akustickými aktivitami skupiny. Zemřel v prosinci toho roku ve věku 68 let. V březnu 2018 vyšlo posmrtně jeho sólové album Over and Out.

## Soukromý život

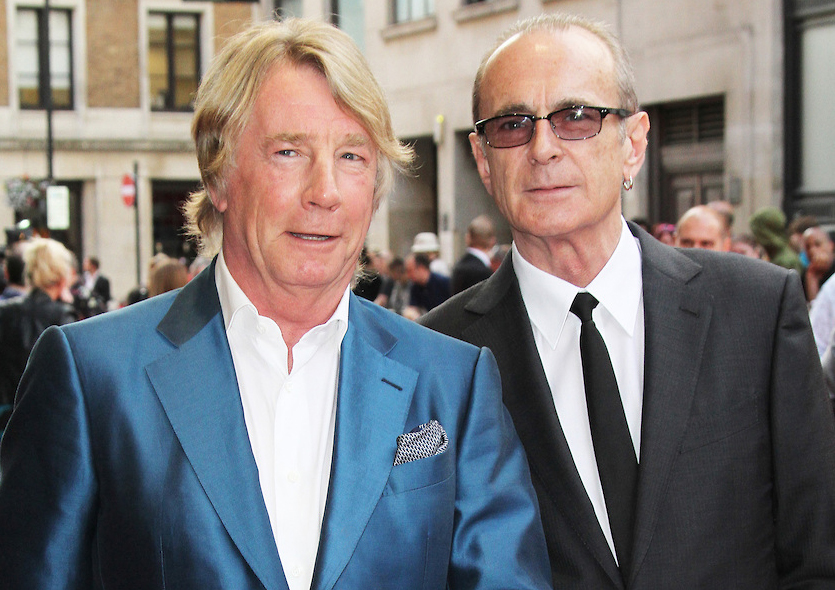
Rick Parfitt (vlevo) a Francis Rossi v roce 2013

V listopadu 1970 se během německého turné seznámil s Mariettou Boöker, se kterou se později oženil. V roce 1974 se páru narodil první syn Richard a brzy poté si Parfitt koupil velké sídlo Highland Court ve vesnici West Byfleet. Později se jim narodila dcera Heidi Marie Elizabeth, která se v roce 1980 utopila v bazénu. Po smrti dcery se Parfitt s rodinou přestěhoval do Hydon Ridge. Brzy poté se rovněž rozvedl s Mariettou. V roce 1988 se oženil s Patty Beedon, se kterou žil již koncem šedesátých let, a v roce 1989 se jim narodil syn Harry. Poté, co se s Patty v polovině devadesátých let rozvedl, se v roce 2000 znovu dali dohromady. Po několika letech, když již opět nežil s Patty, se v roce 2006 oženil s Lyndsay Whitburn. V roce 2008 se jim narodila dvojčata Tommy Oswald a Lily Rose. Spolu se svou manželkou a podnikatelem Julianem Hallem založil roku 2015 realitní agenturu Status Homes sídlící ve španělském městě Marbella.